# كريس كيني
كريس كيني (بالإنجليزية: Chris Kenny)‏ (31 مايو 1952 في الولايات المتحدة - ) هو لاعب كرة قدم أمريكي في مركز الدفاع. لعب مع كنساس سيتي كومتس ‏ وشيكاغو ستينغ وSaint Louis Billikens men's soccer ‏ وسَانت لويس ستيمرز ‏.

## وصلات خارجية
- كريس كيني على موقع قاعدة بيانات كرة القدم.إي يو (الإنجليزية)